# Théodore Weustenraad
Pour les articles homonymes, voir Weustenraad.
Jean Théodore Hubert Weustenraad, né en 1805 à Maastricht et mort en 1849 à Namur, était un poète néerlandais qui a écrit en français, mais aussi en néerlandais et en limbourgeois. Sa sœur est la mère d'Émile Banning, diplomate belge réputé sous le règne du roi Léopold II de Belgique.
Il a écrit, pendant ses études à Liège (1823-1827) sous l'influence du professeur Kinker, quelques poèmes patriotiques en néerlandais. En 1830, il a aussi écrit la plus célèbre satire et roman libertin du Limbourg, De Percessie vaan Sjerpenheuvel (li) (« La procession à Montaigu ») en limbourgeois de Maastricht. Il partit ensuite pour Bruxelles où il participa à la Revue belge.
D'abord influencées par le saint-simonisme, ses convictions devinrent de plus en plus socialistes. Convaincu également du bien-fondé du progrès technique de son temps, il le chanta dans deux poèmes célèbres : le Remorqueur (1840) et le Haut-fourneau (1844). Il publia en 1848 un recueil de ses poèmes, Poésies lyriques.

## Biographie
Weustenraad est né à Maastricht. Il était le fils aîné d'une famille de 16 enfants. Son père était procureur du département de la Meuse-Inférieure dont Maastricht était le chef-lieu. En 1823, il est parti étudier le droit et la philosophie à Liège.

## Œuvres
- Chants du réveil (1831)
- Le Remorqueur (1840)
- Le Haut-Fourneau (1844)
- Poésies lyriques (1849)
- De Percessie vaan Sjerpenheuvel (première édition en 1931)

## Sources
- Flor Aarts & Ben Salemans, Maastrichts, Sdu : 2002. (de la série Taal in stad en land)
- Lou Spronck (avec une introduction de Geert van Istendael et des illustrations de Toussaint Essers), De percessie van Sjerpenheuvel/Théodore Weustenraad, Stichting Manutius Maastricht, dec. 1994
- Louis Bertrand, Histoire de la démocratie et du socialisme en Belgique depuis 1830
- Elliott M. Grant, French Poetry and Modern Industry, Havard University Press, Cambridge, 1927
- Fernand Severin, Théodore Weustenraad (essai), Édition de la Belgique Artistique et littéraire, Bruxelles, 1914